# Irlanda en los Juegos Paralímpicos de Barcelona 1992
Irlanda estuvo representada en los Juegos Paralímpicos de Barcelona 1992 por un total de 58 deportistas, 40 hombres y 18 mujeres.

## Medallistas
El equipo paralímpico irlandés obtuvo las siguientes medallas:
| Nombre | Deporte       | Evento                   |
| --- | ------------- | ------------------------ |
| Oro |               |                          |
| — |               |                          |
| Plata |               |                          |
| Bridie Lynch | Atletismo     | Disco B3 femenino        |
| Bridie Lynch | Atletismo     | Pentatlón B3 femenino    |
| Mairead Berry | Natación      | 50 m espalda S2 femenino |
| Bronce |               |                          |
| Alma Rock | Atletismo     | 400 m C7-8 femenino      |
| Martin McDonagh William Johnston Jason Kearney Tom Leahy                                                                                | Bochas        | Equipo C1-C2 mixto       |
| Peter Alexander Alan Ball Stephen Carey Paul Cassin Anthony Green Carlos Keating Paul Leisk Danny McCarthy Joseph McGrane Anthony Nolan | Fútbol 7      | Torneo masculino         |
| Siobhan Callanan Esther Stynes | Tenis de mesa | Equipo 3 femenino        |